# 福荫紫竹院
福荫紫竹院，位于北京市海淀区紫竹院公园内，是一座汉传佛教寺院兼皇家行宫。

## 历史

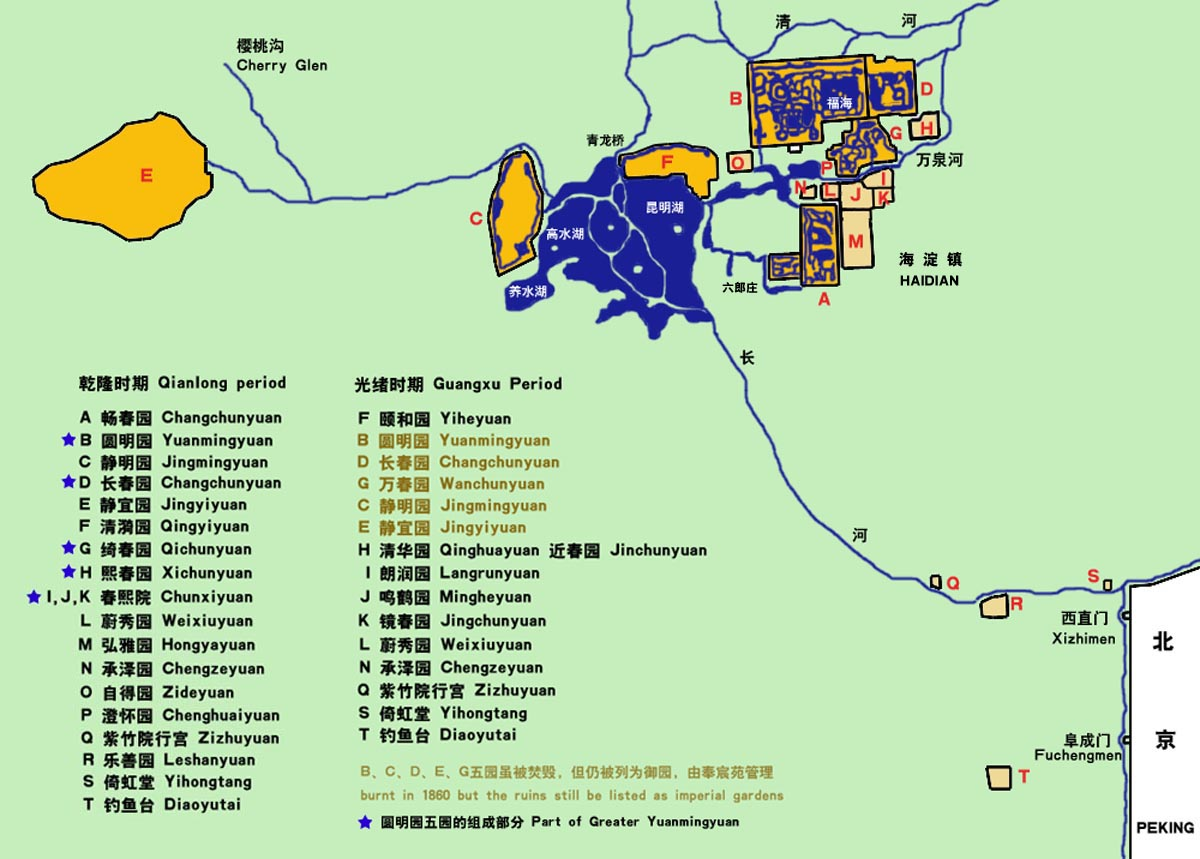
清朝北京西郊皇家园林。图中Q为紫竹院行宫

清朝光绪十一年（1885年）《重修紫竹院碑记》称，这座佛教寺院创建于明朝万历五年（1577年）。当年慈圣皇太后在广源闸西侧建万寿寺时，也在此兴建了一座庙作为万寿寺下院，供奉观世音菩萨。乾隆年间，在此地仿江南苏州城外水乡修建了“芦花渡”，并且重修了广源闸河港南山坡上的明朝庙宇，赐名“紫竹禅院”，乾隆十六年（1751年）在禅院西侧修建了一座行宫，即紫竹院行宫，承办帝后水路出游换船事宜。
2001年11月，海淀区人民政府公布“紫竹院行宫”为海淀区文物保护单位。
后来行宫建筑经过拆改，已同清朝时不同。2009年时，行宫中的报恩楼、前殿、山门、倒座房保存完好，院内有两株近500年的银杏树。考古专家于该年对此处进行考古发掘，发现了原来的配殿、游廊、二道门遗址。2010年，整个建筑群开始重修，并复建部分原有建筑。复建部分包括行宫院、行宫西院（寄云轩）、西南跨院、东跨院（紫竹禅院）。其他部分院址因历史原因，近期无法恢复原状。复建于2012年竣工。
2014年，整个建筑群对外开放。紫竹院公园相关负责人表示：“重建后的行宫院落与史料中清代样式有很大不同，主要原因是民国时拆改痕迹大，此次只以现存建筑民国风貌为准恢复。”开放后，行宫内分别设有紫竹院藏画、玉石珍珠、文玩杂项、当代书画、珍瓷刺绣、玉雕彩绘版画、清代家具历史图片等7个专题展厅，展出从各地征集来的藏品700余件，定期更换展品。禅院内则按照佛教殿堂进行陈设。

## 建筑
整个建筑群分行宫及禅院两部分，行宫院位于西侧，禅院位于东侧。
行宫院坐北朝南，中轴线自南至北依次是宫门、前殿、二宫门、报恩楼。
- 宫门：面阔三间，门上悬挂相传为乾隆帝御笔的“福荫紫竹院”横匾。宫门东西两侧建有倒座房各三间，两旁各开一个罩门。
  - 游廊：进门后，两侧各有折角游廊十五间，通往前殿。
- 前殿：面阔五间，周围有廊厦。该殿是北平和平解放时整个建筑群尚存的为数不多的建筑，也是行宫中规制最高的建筑，相传是清朝皇帝办公之所。
- 二宫门：三间。清朝乾隆年间，行宫中曾经建有二宫门。北平和平解放时，主体建筑遭破坏，仅存地基。1952年至1983年，此处一直是总参三部幼儿园的儿童活动室。
- 报恩楼：进二宫门后，正北有一座两层阁楼，悬乾隆帝御笔“报恩楼”匾额。该楼仿承德避暑山庄“康熙三十六景”中的“烟波致爽楼”形制建造。相传慈禧太后赴万寿寺拈香礼佛前，会在报恩楼梳妆并用早膳，故报恩楼又称“慈禧梳妆楼”，现楼内存有慈禧太后用过的穿衣镜。2014年开放后，报恩楼举办清代皇室展，展品包括溥仪的若干从未公布的影像资料。[1][2]

禅院为二进院落。经过2010年至2012年的修复后，主要建筑有天王殿(山门殿)、伽蓝殿、祖师殿、大雄宝殿、地藏殿、弥陀殿、观音殿7个殿堂，供奉佛像、罗汉像等49尊塑像。